# Die Rakete (Film)
Die Rakete ist ein westdeutscher Fernsehfilm von Dieter Wedel. Im Genre der Filmkomödie wird der Diebstahl einer Sidewinder-Rakete der Bundeswehr thematisiert. Der Plot basiert auf einem Vorgang im Oktober 1967 im damaligen Jagdgeschwader 74. Die Erstausstrahlung erfolgte am 20. Dezember 1975 im ZDF.

## Handlung
Den drei miteinander befreundeten Männern Sachtleb, Erlebeck und Gryzbowski gelingt es, im Auftrag des KGB aus einem Bundeswehr-Depot eine Sidewinder-Rakete zu entwenden und in Einzelteilen zerlegt in die Sowjetunion zu überführen. Zwar gelingt der Coup, doch wird das Trio ermittelt und zu Haftstrafen verurteilt.

## Produktionsnotizen
Nach Angaben des Hamburger Abendblatts wurde der Film von der Bundeswehr, konkret dem Militärischen Abschirmdienst, logistisch unterstützt. Regisseur Wedel stützte sich beim Drehbuch auf Aussagen des an der Tat Beteiligten Manfred Ramminger. In Österreich wurde der Film am 8. Januar 1976 ausgestrahlt. Eine Wiederholung erfolgte am 28. April 1985 auf 3sat.

## Kritik
Uwe Lingnau bezeichnete den Film im Hamburger Abendblatt als „feingesponnenen Krimi, bei dem man aus dem Staunen nicht herauskommt“. Wedel habe „… gewissenhaft recherchiert, ohne dokumentarischen Anspruch zu erheben“.(HA v. 22.12.75)

## Überlieferung
Soweit bekannt, wurde der Film nach 1985 nicht mehr ausgestrahlt und weder auf VHS noch DVD ediert (Stand 2022).